# Racconti di Montalbano
Racconti di Montalbano è un'antologia di racconti scritti, scelti ed ordinati da Andrea Camilleri, pubblicata da Arnoldo Mondadori editore nel 2008.
L'opera ripercorre l'intera carriera del Commissario Salvo Montalbano, da La prima indagine di Montalbano fino a La finestra sul cortile, racconto inedito in volume ma già pubblicato a puntate sul giornale di quartiere capitolino Il nasone di Prati nel 2007. Complessivamente sono contenuti nel libro 19 racconti:
1. La prima di indagine di Montalbano	(La prima di indagine di Montalbano, 2004)
2. Cinquanta paia di scarpe chiodate	(Un mese con Montalbano, 1998)
3. Par condicio	                        (Un mese con Montalbano, 1998)
4. Il compagno di viaggio	                (Un mese con Montalbano, 1998)
5. Sette lunedì	                        (La prima di indagine di Montalbano, 2004)
6. La prova generale	                (Gli arancini di Montalbano, 1999)
7. Amore	                                (Un mese con Montalbano, 1998)
8. Come fece Alice	                (Gli arancini di Montalbano, 1999)
9. Il patto	                        (Un mese con Montalbano, 1998)
10. Ferito a morte	                        (La paura di Montalbano, 2002)
11. Being here	                        (Un mese con Montalbano, 1998)
12. La revisione	                        (Gli arancini di Montalbano, 1999)
13. Sostiene Pessoa	                (Gli arancini di Montalbano, 1999)
14. Il gatto e il cardellino	        (Gli arancini di Montalbano, 1999)
15. Montalbano si rifiuta	                (Gli arancini di Montalbano, 1999)
16. Sequestro di persona	                (Gli arancini di Montalbano, 1999)
17. Gli arancini di Montalbano	        (Gli arancini di Montalbano, 1999)
18. Meglio lo scuro	                (La paura di Montalbano, 2002)
19. La finestra sul cortile	        (Inedito)